# Джон Норман
Джо́н Но́рман (англ. John Norman), справжнє ім'я Джон Фредерік Лендж-молодший (англ. John Frederick Lange, Jr.). — американський письменник, професор філософії. Найвідоміший своїми книгами в жанрі еротичного наукового фентезі про жителів планети Гор.
Літературну творчість почав у 60-ті роки XX століття і продовжує її по сьогодні.
Українською його твори офіційно не перекладалися.

## Біографія
Джон Норман народився 3 червня 1931 в Чикаго в штаті Іллінойс в сім'ї Джона Фредеріка Ленджа (англ. John Frederick Lange) та Ельміри (Тейлор) Лендж (англ. Almyra D. (Taylor) Lange). Академічну діяльність почав в 1950 році, в 1953 здобув ступінь бакалавра мистецтв в Університеті Небраски в Лінкольні, в 1957 — магістра мистецтв в Університеті Південної Каліфорнії в Лос-Анджелесі. Під час навчання, 14 січня 1956, одружився з Берніс Грін (англ. Bernice L. Green), у шлюбі з якою має трьох дітей.
У 1963 році захистив докторську дисертацію з філософії в Прінстоні. Працював на кафедрі філософії в коледжі Квінс в Нью-Йорку.
У фентезі дебютував романом «Тарнсмен Гора» (1967), який відкрив цикл романів про пригоди Терла Кебота. Згодом були написані романи і з іншими головними героями. У 80-х творчість Нормана зустріла опір з боку прихильників політкоректності та фемінізму і була тимчасово згорнена. У 90-ті роки вийшли три романи нового «Телнаріанського» циклу, події якого відбуваються не на Горі, а в майбутньому через кілька тисяч років. Джон Норман написав більше 30 книг, низку монографій, і продовжує творити.

## Тематика творчості
Серія Нормана про планету Гор з'явилася під впливом романів Едгара Райса Барроуза про Джона Картера — землянина, який загадковим чином опинився на занепалому Марсі, де став героєм. Аналогічно розвивається і Гореанський цикл, проте суспільство Гора перебуває в стані умовного середньовіччя не внаслідок занепаду, а цілеспрямовано.
Світ Гора, хоча зосереджений на пригодах за мотивами історичного минулого з фентезійними елементами, має і науково-фантастичні деталі. Так, сама планета Гор перебуває на своїй орбіті завдяки технологіям раси Царюючих жерців, які і заселили її людьми, забраними з Землі в різні історичні епохи. Непрямо, але в творах про Гор фігурують і науково-технічні досягнення його жителів, ліцензовані Царюючими жерцями. Наприклад, Царюючі жерці обмежують розвиток стрілецької зброї, проте підтримують медицину та гігієну.
Гореанська тематика перебуває під сильним впливом соціального дарвінізму, згідно якого виживати мають тільки найсильніші та найвинахідливіші, постійно борючись за територію, ресурси та шлюбних партнерів. Соціальна співпраця й інші альтруїстичні міркування існують тільки щоб слугувати цьому ідеалу. Честь і самопожертва високо цінуються на Горі, якщо звеличують людину.
Романи Нормана містять розлогу авторську філософську та соціологічну критику проблем сучасного суспільства. Автор описує різноманітність суспільств, культур, моральних понять і технологій; однак завжди в контексті пригодницького жанру, таким чином, сім'ї, діти та інші звичайні аспекти реального життя, що виглядали б спірно, як правило, відсутні. Наприклад, в романах Нормана, за кількома випадками, не зустрічаються діти та люди похилого віку.
Романи Нормана часто критикуються за їхню ідею про верховенство чоловіка над жінкою. В світі Гора жінки зазвичай займають жорстко підлегле становище, що, на думку автора, характеризує їхню «жіночу сутність». У книгах неодноразово описується процес перетворення земних жінок і вільних жінок Гора в рабинь, які знаходять в цьому своє щастя.
Сам письменник наголошує, що його твори належить сприймати лише як фантазію, а не керівництво до дій.
|                                 | Деякі чоловіки, я думаю, не люблять жінок, і насолоджуються, завдаючи їм болю. Це не має ніякого сенсу для мене. Жінки чудові і дорогоцінні. Це радість володіти однією з них; нащо робити їй боляче? Який може бути у цьому сенс, просто садистське задоволення? |
| — З інтерв'ю з Джоном Норманом. | |

## Твори
Цикл Гора
- «Тарнсмен Гора» (англ. Tarnsman of Gor) (1966)
- «Вигнанець Гора» (англ. Outlaw of Gor) (1967)
- «Царюючі жерці Гора» (англ. Priest-Kings of Gor) (1968)
- «Кочівники Гора» (англ. Nomads of Gor) (1969)
- «Вбивці Гора» (англ. Assassin of Gor) (1970)
- «Розбійники Гора» (англ. Raiders of Gor) (1971)
- «Невільниця Гора» (англ. Captive of Gor) (1972)
- «Мисливці Гора» (англ. Hunters of Gor) (1974)
- «Мародери Гора» (англ. Marauders of Gor) (1975)
- «Племена Гора» (англ. Tribesmen of Gor) (1976)
- «Рабиня Гора» (англ. Slave Girl of Gor) (1977)
- «Звірі Гора» (англ. Beasts of Gor) (1978)
- «Дослідники Гора» (англ. Explorers of Gor) (1979)
- «Гладіатор Гора» (Fighting Slave of Gor) (1980)
- «Шахрай Гора» (англ. Rogue of Gor) (1981)
- «Гвардієць Гора» (англ. Guardsman of Gor) (1981)
- «Дикуни Гора» (англ. Savages of Gor) (1982)
- «Кровні брати Гора» (англ. Blood Brothers of Gor) (1982)
- «Каджіра Гора» (англ. Kajira of Gor) (1983)
- «Гравці Гора» (англ. Players of Gor) (1984)
- «Найманці Гора» (англ. Mercenaries of Gor) (1985)
- «Танцівниця Гора» (англ. Dancer of Gor) (1985)
- «Зрадники Гора» (англ. Renegades of Gor) (1986)
- «Волоцюги Гора» (англ. Vagabonds of Gor) (1987)
- «Чарівники Гора» (англ. Magicians of Gor) (1988)
- «Доказ Гора» (англ. Witness of Gor) (2001)
- «Нагорода Гора» (англ. Prize of Gor) (2008)
- «Кур Гора» (англ. Kur of Gor) (2009)
- «Мечник Гора» (англ. Swordsmen of Gor) (2010)
- «Моряки Гора» (англ. Mariners of Gor) (2011)
- «Змовники Гора» (англ. Conspirators of Gor) (2012)
- «Контрабандисти Гора» (англ. Smugglers of Gor) (2012)
- «Бунтарі Гора» (англ. Rebels of Gor) (2013)
- «Сплюндрування Гора» (англ. Plunder of Gor) (2016)
- «Здобич Гора» (англ. Quarry of Gor) (2019)

Телнаріанські історії (Telnarian Histories)
- «Вождь» (англ. The Chieftain) (1991)
- «Капітан» (англ. The Captain) (1992)
- «Король» (англ. The King) (1993)
- «Узурпатор» (англ. The Usurper) (2015)
- «Імператор» (англ. The Emperor) (2019)

Оповідання
- «Раб часу» (англ. Time Slave) (1975)
- «Тотеми Абідоса» (англ. The Totems of Abydos) (2012)

Нехудожня література
- «Уявний секс» (англ. Imaginative Sex) (1974)

## Нагороди і номінації
Роман «Тарнсмен Гора» (1966) був номінований на Німецьку фантастичну премію (Deutscher Phantastik Preis) у 2008 році як найкращий перекладений роман. Німецькою він видавався під назвою «Der Krieger».